# Julius van den Berg
Julius van den Berg (* 23. Oktober 1996 in Purmerend) ist ein niederländischer Radrennfahrer.

## Sportlicher Werdegang
Als Junior machte van den Berg durch Erfolge bei der Internationalen Niedersachsen-Rundfahrt der Junioren und beim Coupe du Président de la Ville de Grudziądz auf sich aufmerksam. Mit dem Wechsel in die U23 wurde er zur Saison 2015 Mitglied in der SEG Racing Academy. In der Saison 2017 wurde er Niederländischer U23-Meister im Zeitfahren, ein Jahr später im Straßenrennen. 2018 gelangen ihm in der ersten Jahreshälfte weitere Erfolge, unter anderem Etappengewinne bei der Tour de Bretagne Cycliste und der Tour de Normandie sowie der Sieg bei den Eintagesrennen Midden-Brabant Poort Omloop und Profronde van Nord-Holland. Beim U23-Rennen von Paris–Roubaix belegte er den zweiten Platz.
Aufgrund seiner Ergebnisse erhielt van den Berg zur Saisonmitte 2018 einen Profi-Vertrag beim UCI WorldTeam EF Education-Nippo. Seine erste Grand Tour absolvierte er mit der Vuelta a España 2020, die er auf Platz 126 der Gesamtwertung abschloss. In der Saison 2021 erzielte er seinen ersten Erfolg als Profi, als er die letzte Etappe der Polen-Rundfahrt gewann.
Nach fünf Jahren bei EF Education wechselte van den Berg zur Saison 2024 zum Team dsm-firmenich PostNL, für das er in der ersten Saison ohne nennenswerte Ergebnisse blieb.

## Erfolge
2014
- Gesamtwertung und eine Etappe Coupe du Président de la Ville de Grudziądz
- eine Etappe Internationale Niedersachsen-Rundfahrt der Junioren

2017
- Niederländischer Meister – Einzelzeitfahren (U23)

2018
- Niederländischer Meister – Straßenrennen (U23)
- Midden-Brabant Poort Omloop
- Profronde van Nord-Holland
- eine Etappe Tour de Bretagne Cycliste
- eine Etappe und Nachwuchswertung Tour de Normandie

2021
- eine Etappe Polen-Rundfahrt

## Grand-Tour-Platzierungen
| Grand Tour            | 2020 | 2021 | 2022 | 2023 | 2024 |
| --------------------- | ---- | ---- | ---- | ---- | ---- |
| Giro d’ItaliaGiro     | –    | 125  | 140  | –    | DNF  |
| Tour de FranceTour    | –    | –    | –    | −    | –    |
| Vuelta a EspañaVuelta | 126  | –    | 130  | 120  | 131  |